# Mohamed Benhima
Mohamed Benhima bin Taiyib (ar. محمد بنهيمة; ur. 25 czerwca 1924 w Safi, zm. 23 listopada 1992 w Rabacie) – marokański lekarz ginekolog i polityk, premier Maroka od 7 lipca 1967 do 6 października 1969.
Ukończył medycynę w Nancy, pracował następnie jako ginekolog.
Od 1957 do 1958 roku sprawował funkcję ministra zdrowia, następnie pracował jako doradca w tym ministerstwie do 1960. Od 1960 do 1961 był gubernatorem prowincji Agadir i Tarfaya. Pełnił kolejno funkcję ministra: robót publicznych (1961–1963, 1963–1965, 1967), a także do spraw edukacji, młodzieży i sportu (1965–1967). W 1967 sam został premierem po reaktywacji tego stanowiska, po dwóch latach zastąpił go Ahmad al-Araki. Pełnił funkcję ministra spraw wewnętrznych (1972–1973 i 1977–1979) oraz ministra stanu ds. kooperacji (1973–1977) w rządzie Ahmeda Osmana. Zmarł w 1992 w Rabacie.
Był żonaty z Marie Thérèsą Chammą Benhimą, obywatelką Francji. Ich dziećmi są: Maria, prawniczka, Najib, chirurg, Leila, prezes stowarzyszenia Heure joyeuse oraz Driss, były dyrektor generalny linii lotniczych Royal Air Maroc.